# Wasserkraftwerk Electron
Das Wasserkraftwerk Electron (englisch Electron Hydroelectric Project) von Puget Sound Energy am Puyallup River im Pierce County im US-Bundesstaat Washington ist eine Kraftwerksanlage aus dem Jahr 1904 mit einer Engpassleistung von 22 MW.

## Lage
Das Wasserkraftwerk liegt am Puyallup River bei Kapowsin im Pierce County, etwa 40 Kilometer südöstlich von Tacoma und 68 Kilometer südöstlich von Seattle am Fuße eines westlichen Ausläufers des Mount Rainier.

## Technik
Die Anlage, die 1904 fertiggestellt wurde, entnimmt Wasser aus dem Puyallup River und führt dieses über eine 16 Kilometer lange hölzerne Rinne oberhalb des in eine tiefe Schlucht abfließenden Flusses in ein Becken oberhalb des Krafthauses. Die hölzerne Rinne hat einen Querschnitt von 2,4 × 2,4 m und kann bis zu 11 m³/s in das Speicherbecken oberhalb der Druckrohrleitungen des Kraftwerks führen. Das Krafthaus verfügt über vier Maschinensätze, davon drei mit einer Leistung von je 5,5 MW und einer mit einer Leistung von 7,8 MW.

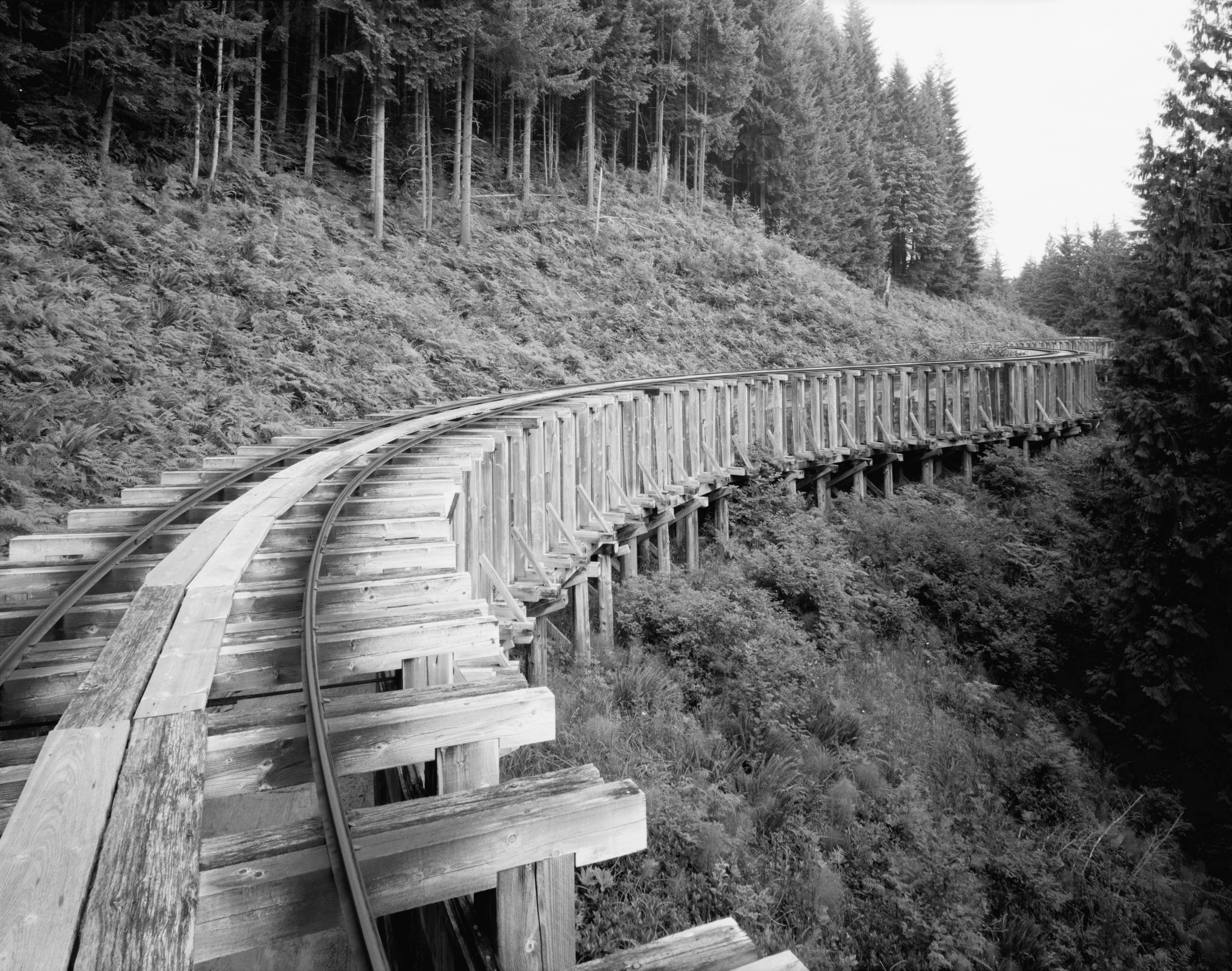
Hölzerne Rinne am Hang mit Eisenbahnschienen
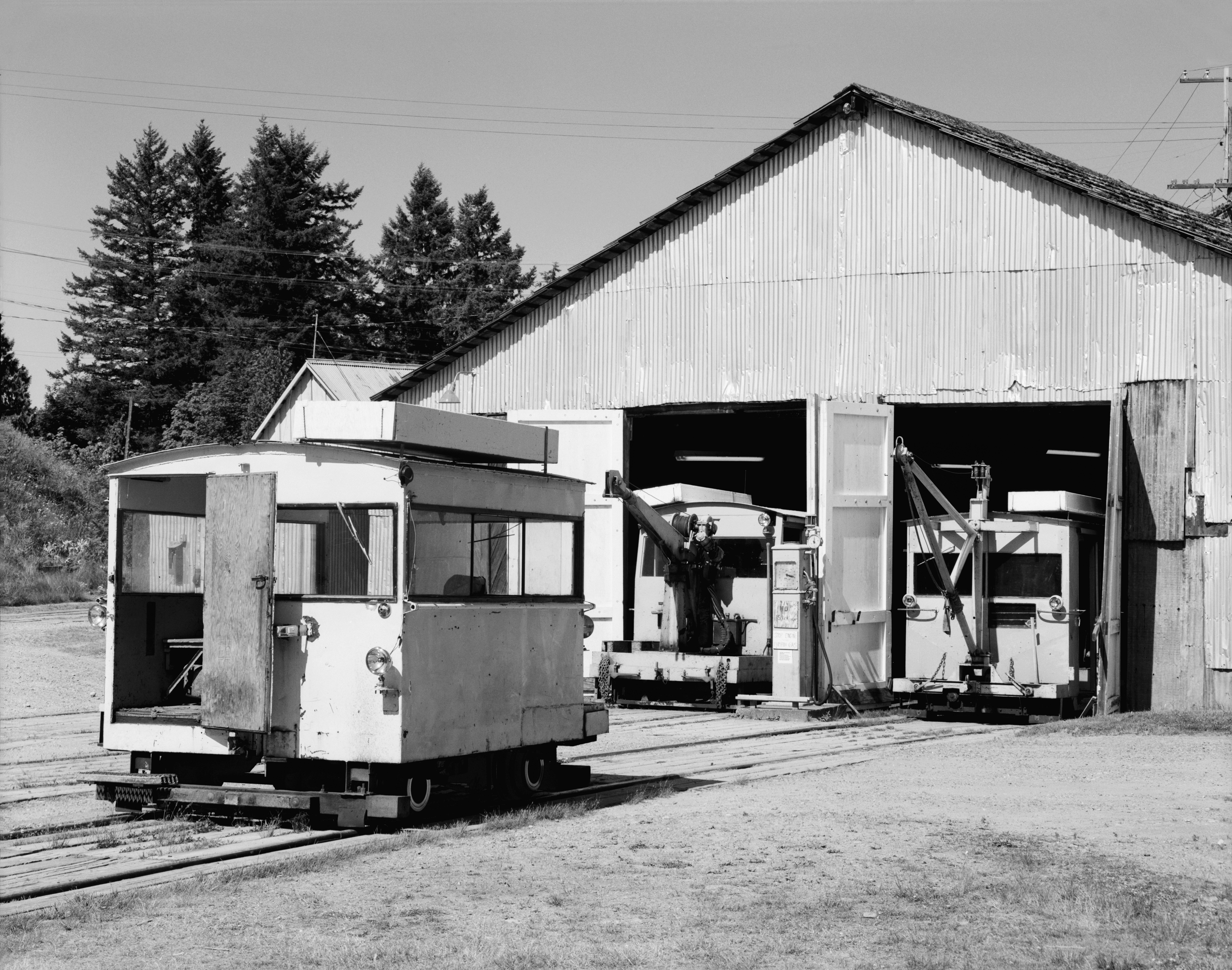
Passagier-Draisine und Kräne am Lokschuppen
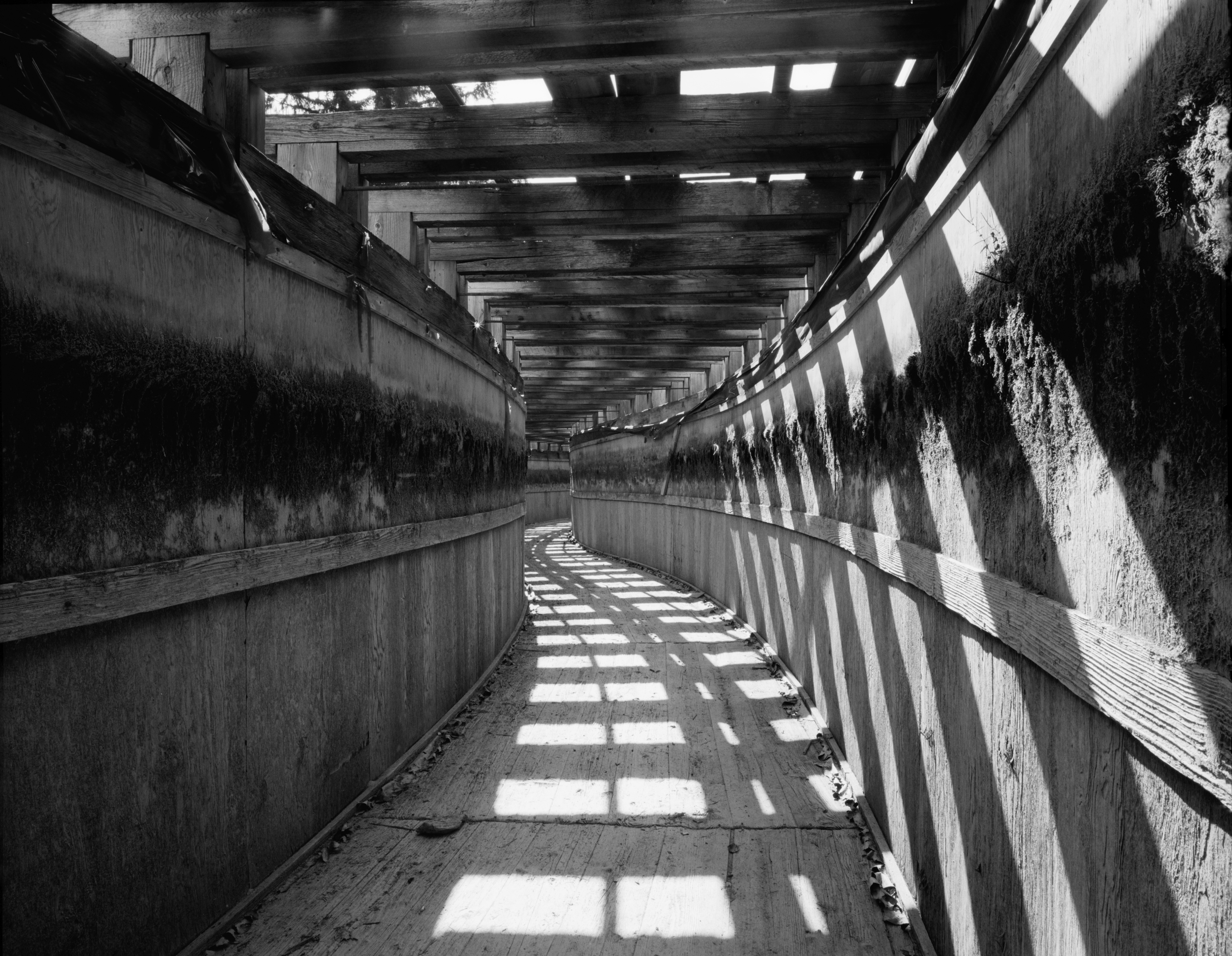
Innenansicht der Rinne mit Sperrholzwänden

Auf der Oberkante der Rinne wurde eine Eisenbahnstrecke errichtet, um Wartungspersonal, Kräne und Material zu transportieren. Sie erhebt den Anspruch, die kurvenreichste Eisenbahnstrecke der Welt zu sein („the crookedest railway in the world“), ist aber nicht die einzige Eisenbahnlinie, die diesen Anspruch erhebt.
Rinne und Eisenbahn wurden 1985 auf der bestehenden Trasse aus dem Holz von Nootka-Scheinzypressen mit einer Polyharnstoffbeschichtung neu gebaut.

Bau des Kraftwerks 1904
Damm, Sperre und Einlass für den Kanal
Einlass für den Kanal
Aufgeständerter Kanal und Schienen
Konstruktion einer Talüberführung für den Kanal
Abfluss des Kanals in das Reservoir
Kraftwerk mit den Turbinen 2 und 3
Rotor mit Wasserrad
Arbeitsfahrzeuge